# Peter Brock

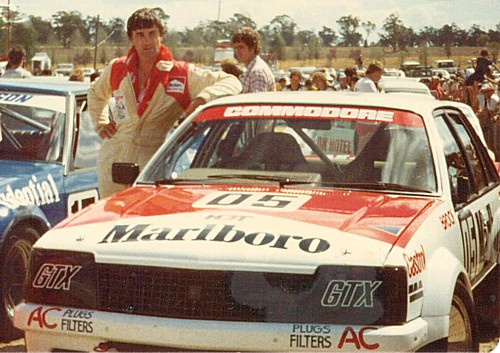
Peter Brock y su Holden Commodore en Symmons Plains en 1982.

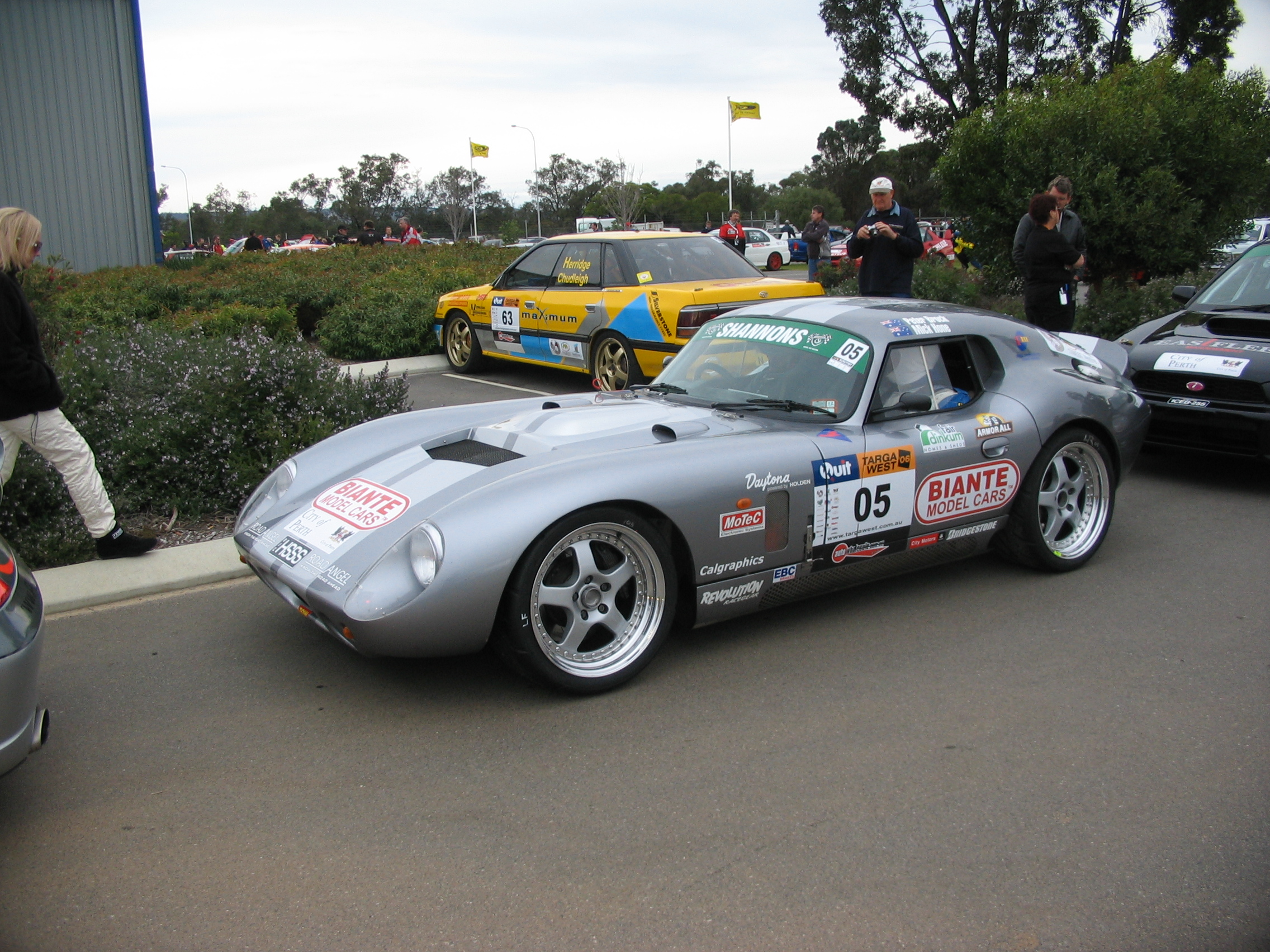
Daytona Sportscar en el que Peter Brock falleció en 2006.

Peter Geoffrey Brock (Richmond, Australia, 26 de febrero de 1945-Gidgegannup, Australia, 8 de septiembre de 2006) fue un piloto y dueño de equipo de automovilismo que se destacó en las competiciones de su país entre las décadas de 1970 y 1990.
Consiguió tres títulos en el Campeonato Australiano de Turismos en 1974, 1978 y 1980; en ese certamen cosechó 37 victorias de fechas, 48 victorias de carreras, y 57 pole positions. Obtuvo nueve victorias en los 1000 km de Bathurst, más que ningún otro piloto, lo cual le valió el apodo Rey de la Montaña; también ganó nueve veces los 500 km de Sandown. La mayor parte de sus logros como piloto los hizo con la marca Holden.
Brock falleció en 2006 al chocar su Daytona Sportscar cuando disputaba el rally Targa West. Ante ello, el trofeo de ganador de los 1000 km de Bathurst lleva su nombre desde ese año. Sus logros deportivos le valieron obtener la Medalla del Deporte Australiano y ser nombrado Miembro de la Orden de Australia. 

## Carrera deportiva
Brock debutó en el Campeonato Australiano de Turismos en 1972 con un Holden Torana. Compitió en el torneo para dicha marca con un Torana en la década de 1970 y con un Holden Commodore desde 1980 hasta 1987, con la cual fue campeón en 1974, 1978 y 1980, segundo en 1973, 1979, 1981 y 1984, y tercero en 1977, 1983 y 1985. Brock también fue campeón 1973 y 1974 de la South Pacific Touring Series. Asimismo, desde 1980 hasta 1987 fue jefe del equipo Holden Dealer Team, con el que compitió en el Campeonato Australiano de Turismos como piloto y además vendió automóviles de calle preparados.
Ante la pérdida del apoyo oficial de Holden, Brock reconvirtió a su equipo en Advantage Racing, y compitió como equipo oficial de BMW en 1988. Sin ningún podio, finalizó sexto en el campeonato. Advantage compitió con un Ford Sierra en 1989 y 1990, y Brock quedó tercero y segundo respectivamente. Los tres siguientes años, Brock pilotó un Holden Commodore de su equipo, con el que resultó sexto en 1991, 11º en 1992 y octavo en 1993.
Brock cerró el equipo Advantage en 1994 y se unió a Holden Racing Team. Con un Holden Commodore oficial, fue tercero en 1994 y 1995, cuarto en 1996 y sexto en 1997. También en 1996, disputó el Campeonato Australiano de Superturismos en un Volvo 850 oficial, donde resultó sexto. Luego de 1997, Brock se retiró oficialmente como piloto. No obstante, luego volvió a disputar varias competencias, entre ellas los 1000 km de Bathurst de 2002 y 2004 y el Campeonato Australiano Copa de las Naciones en 2003 y 2004, en ambos casos para Holden.
A diferencia de otros pilotos australianos de su época, Brock compitió pocas veces fuera de su país. Participó en las 24 Horas de Le Mans de 1976 con un BMW 3.0 CSL y en la edición 1984 en un Porsche 956, abandonando en ambas ocasiones. En 1977, llegó segundo en las 24 Horas de Spa con un Vauxhall Magnum. En 1986 disputó tres fechas del Campeonato Europeo de Turismos, arribando quinto en dos de ellas.